# Park Narodowy Ranthambore
Park Narodowy Ranthambore – park narodowy i rezerwat tygrysów (utworzony w 1973 roku), w stanie Radżastan, w północnych Indiach.

## Charakterystyka parku
Park wyróżnia się urozmaiconym ukształtowaniem – gęste lasy są poprzecinane wąwozami o ostrych graniach oraz urozmaicone jeziorami.
Na terenie parku położone są dwa forty : Ranthambore od którego pochodzi nazwa parku i Khandar.

## Fauna
W parku występują między innymi karakale, szakale, pantery i hieny oraz wiele gatunków jeleni.